# Suzuki Escudo (voiture de côte)
Pour les articles homonymes, voir Suzuki Escudo.
Cet article concerne la Suzuki Escudo sportive. Pour le SUV vendu en Europe sous le nom de Suzuki Vitara et Grand Vitara, voir Suzuki Escudo (4x4).
Chronologie des modèles
La Suzuki Escudo est une voiture de courses de côte, conçue pour la "course vers les nuages" de Pike's Peak, qu'elle dispute de 1995 à 2005[réf. nécessaire].

## Historique
La Suzuki Escudo fait son entrée dans la course de côte Pikes Peak International Hill Climb en 1995. Bien qu'étant l'une des voitures les plus connues de cette course, elle ne sera championne en catégorie "Unlimited" que la première année en terminant la course en 7:53.000 avec Nobuhiro Tajima sur un circuit raccourci. Les années suivantes, elle sera sans cesse battue par le pilote Rod Millen sur la Toyota Celica de 1996 à 1997 puis la Toyota Tacoma de 1998 à 1999.

### Suzuki Escudo (4x4)
En 2001, l'Escudo, qui revient sous le nom de Grand Vitara, reprend le titre de championne sans, toutefois, battre le record détenu alors par Rod Millen en 1994 (10:04.060) puis gagne de nouveau sur le circuit raccourci en 2005 en 7:38.900. L'année suivante, elle est remplacée par la Suzuki XL7 Pikes Peak Edition, qui sera sacrée championne en 2006 puis en 2007 où elle détrône le record de Rod Millen en 10:01:408. Il faudra attendre 2011 pour que ce record soit de nouveau battu par Suzuki encore avec la SX4 Pikes Peak, passant sous la barre des 10 minutes (09:51.278).
En 1999 sort le jeu Gran Turismo 2 sur PlayStation, dont la particularité, outre le nombre impressionnant de véhicules disponibles (environ 600), est de permettre de faire du rallye. Parmi la liste des véhicules, est présente l'Escudo Pikes Peak (version 1996 en rouge) qui devient alors l'une des voitures les plus prisées du jeu du fait de sa puissance et de sa rapidité, la faisant connaître, ainsi que la course en elle-même par la même occasion, du grand public.

## Source
- fiche technique:Jeu vidéo Gran turismo 3 et 4[source insuffisante]